# Parkwood Entertainment
Parkwood Entertainment est une entreprise américaine de divertissement spécialisé dans le management, dans la production audiovisuelle ainsi qu'un label discographique fondé par l'artiste américaine Beyoncé en 2010.
La société est fondée à l'origine en 2008[réf. nécessaire] pour participer à la production de films avant d'étendre ses activités en 2010. Ses bureaux sont localisés à New York et à Los Angeles

## Historique
La première production de l'entreprise cinématographique a été le film Cadillac Records (2008) et les premiers artistes signés Chloe x Halle.
L'entreprise a plusieurs filiales dont l'une consacrée à un partenariat avec Topshop.
L'origine du nom de l'entreprise provient d'une rue et d'un parc de Houston près desquels la chanteuse a autrefois résidé.

## Artistes
- Beyoncé
- The Carters
- Chloe x Halle
- Chloe Bailey
- Halle Bailey

Anciens artistes
- Ingrid Burley
- Sophie Beem

## Discographie
Beyoncé
- 4 (2011)
- Beyoncé (2013)
  - Beyoncé: Platinum Edition (2014)
- Lemonade (2016)
- Homecoming: The Live Album (2019)
- The Lion King: The Gift (2019)
- Renaissance (2022)

Chloe x Halle
- Sugar Symphony (2016)
- The Two of Us (2017)
- The Kids Are Alright (2018)[2]
- Ungodly Hour (2020)
  - Ungodly Hour: Chrome Edition (2021)

The Carters
- Everything Is Love (2018)

Chloe Bailey
- In Pieces (2023)

Sophie Beem
- Sophie Beem (2016)[3]

Halle Bailey
The Little Mermaid (2023)
Ingrid Burley
- Trill Feels (2016)

## Filmographie

### Films
- 2008 : Cadillac Records de Darnell Martin
- 2009 : Obsessed de Steve Shill
- 2020 : Black is King réalisé en collectif[4]

### Spécial télévisé
- Beyoncé : Year of 4 (2011)[5]
- Live at Roseland: Elements of 4 (2011)[6]
- Life Is But a Dream (2013)
- Beyoncé: X10 (2014)
- On the Run Tour (Beyoncé and Jay-Z) (2014), avec Roc Nation
- Lemonade (2016)
- Homecoming (2019)
- Beyoncé Presents: Making The Gift (2019)

## Marques
- Ivy Park (depuis 2016)